# Jimmy Kimmel Live!
Pour les articles homonymes, voir JKL.

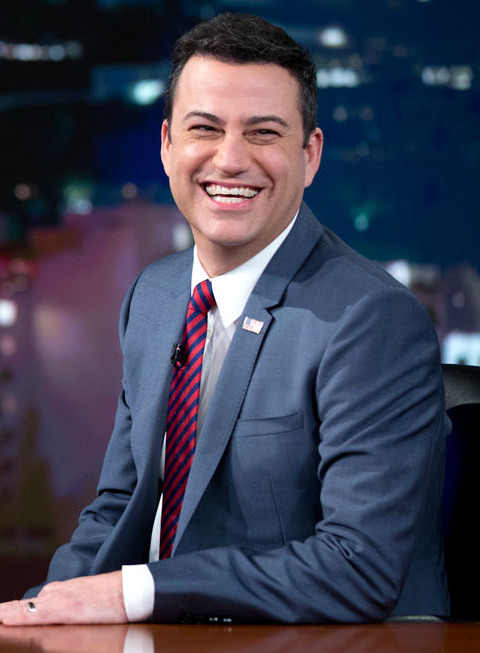
Image de Jimmy Kimmel parlant avec président Barack Obama.

Le Jimmy Kimmel Live! est une émission de divertissement, de type late-night show, créée et présentée par Jimmy Kimmel. Elle est diffusée depuis janvier 2003 sur le réseau ABC. Dans chaque émission, une célébrité est invitée et des sketchs sont joués.

## Histoire
L'émission débute le 26 janvier 2003, en remplacement de Politically Incorrect.